# 索非亚节庆管弦乐团
索非亚管弦节庆乐团（Sofia Festival Orchestra）成立于1986年。当年6月25日在艺术总指导埃米尔·查卡罗夫的指挥下首演，同场献技的还有钢琴家阿历克斯·维森博格。这场音乐会标志着该乐团的诞生。
节庆管弦乐团里有着保加利亚国内最优秀的乐手。其目标是丰富国家的音乐生活以及为音乐的大众化做出贡献，并且向外国传递保加利亚的音乐信息。乐团经常和索非亚国家歌剧院合唱团以及大量出色的独奏家合作。
在他们不长的历史中，乐团和他们的艺术总监有很多好成绩，他们录制了普契尼的托斯卡,柴科夫斯基的尤金·奥涅金和黑桃皇后，贝多芬的第九交响曲和柴科夫斯基的第六交响曲（后两者有录影）。乐团还和尼古拉·盖达，米瑞拉·弗雷妮和尼古拉·吉奥罗夫等演唱家合作。